# Відплата (фільм, 1967)
«Відплата» (інша назва: «Солдатами не народжуються») — радянський художній фільм 1967 року, знятий режисером Олександром Столпером за мотивами роману Костянтина Симонова «Солдатами не народжуються».

## Сюжет
Фільм про героїв Сталінградської битви, їхні долі, пов'язані загальним прагненням до перемоги. Головні герої фільму продовжують сюжетну лінію фільму «Живі і мертві».

## У ролях
- Кирило Лавров —  капітан Іван Синцов
- Анатолій Папанов —  генерал-майор Федір Федорович Серпілін, командир дивізії, потім — начальник штабу армії
- Людмила Крилова —  Таня Овсянникова, військовий лікар
- Олександр Плотников —  генерал-майор Іван Васильович Кузьмич, командир дивізії
- Юрій Стосков —  комісар полку Левашов
- Юрій Візбор —  бригадний комісар Костянтин Прокопович Захаров, член Військової Ради армії
- Григорій Гай —  заступник командира дивізії по політичній частині Бережной
- Сергій Шакуров —  начальник штабу батальйону Микола Ільїн
- Олександр Граве —  полковник Геннадій Миколайович Пікін
- Володимир Сєдов —  майор Барабанов
- Олег Хабалов — епізод
- Віктор Коршунов —  начальник військового госпіталю
- Віктор Косих —  Григорій
- Лола Бадалова —  Халіда
- Ніна Ургант —  Сіма Суворова
- Іван Соловйов —  Іван Петрович, командувач армією
- Віктор Титов —  замполіт Завалішин
- Вікторія Чаєва —  лікар
- Геннадій Сергєєв —  Байстрюков
- Михайло Матвєєв —  син Серпіліна
- Олена Тяпкіна —  друкарка
- Віра Капустіна —  мама Тані
- Юрій Горобець —  Василь Петрович Суворов, чоловік Сіми
- Ігор Старигін —  ад'ютант Рибочкін
- Валентінс Скулме —  Інсфельд, полонений німецький генерал
- Софія Павлова —  Софія Леонідівна Серпіліна
- Олександр Лазарев —  німецький військовий лікар
- Володимир Ферапонтов — епізод
- Віктор Уральський —  Птіцин
- Петро Глєбов —  епізод  (немає в титрах)
- Раднер Муратов —  старшина в медсанбаті  (немає в титрах)
- Георгій Тусузов —  сусід друкарки  (немає в титрах)
- Борис Галкін —  молодший лейтенант Лукін  (немає в титрах)
- Леонід Хмара —  голос за кадром

## Знімальна група
- Автор сценарію і режисер-постановник — Олександр Столпер
- Режисер — Ірина Мансурова
- Оператор —  Микола Олоновський
- Художники —  Іван Пластинкін,  Олександр Самулекін,  Євген Серганов